# Río Vedder
El río Vedder, también llamado río Chilliwack por encima del cruce de Vedder, es un corto río de Norteamérica de la vertiente del Pacífico que discurre por la provincia canadiense de Columbia Británica y del estado estadounidense de Washington.
El nombre Chilliwack proviene de la palabra Halkomelem Tcil'Qe'uk, que significa 'valle de muchos arroyos'.

## Curso
El río Chilliwack nace en el parque nacional de las Cascadas del Norte, en Washington, y fluye hacia el norte a través de la frontera entre Canadá y Estados Unidos para desembocar en el lago Chilliwack. El río fluye a través de la garganta Hells, un profundo y peligroso desfiladero justo debajo de la cabecera del río que alberga una cascada por la que el río cae. El río recoge al río Little Chilliwack antes de cruzar la frontera. Hay una gran playa de arena situada donde el río entra en el lago, una zona de recreo muy popular entre los lugareños, aunque el acceso está ahora restringido y la orilla sur del lago Chilliwack está protegida como reserva ecológica. El río sale del extremo norte del lago y fluye en general hacia el oeste a través del valle del río Chilliwack para emerger en las tierras bajas del Fraser, en el lado sur de la ciudad de Chilliwack. En el cruce de Vedder, el río se une al río Sweltzer antes de pasar por debajo de un puente en el que su nombre cambia a río Vedder, tras lo cual fluye hacia el oeste y el norte para unirse al río Sumas justo antes de su confluencia con el río Fraser, en el extremo noreste de la montaña Sumas. El río atraviesa la llanura de inundación del Fraser desde el cruce de Vedder hasta su confluencia con el Sumas a través del canal de Vedder, que impide que el considerable caudal de primavera del río inunde las tierras de cultivo y las ciudades de los alrededores, y que forma parte del sistema de drenaje que convirtió el lago de Sumas en la pradera Sumas.
Aguas abajo del puente Vedder Crossing, el río Vedder marca el límite entre Yarrow, al sur, y Greendale, al norte (ambas son comunidades semirrurales separadas que ahora forman parte de la ciudad de Chilliwack).

## Historia

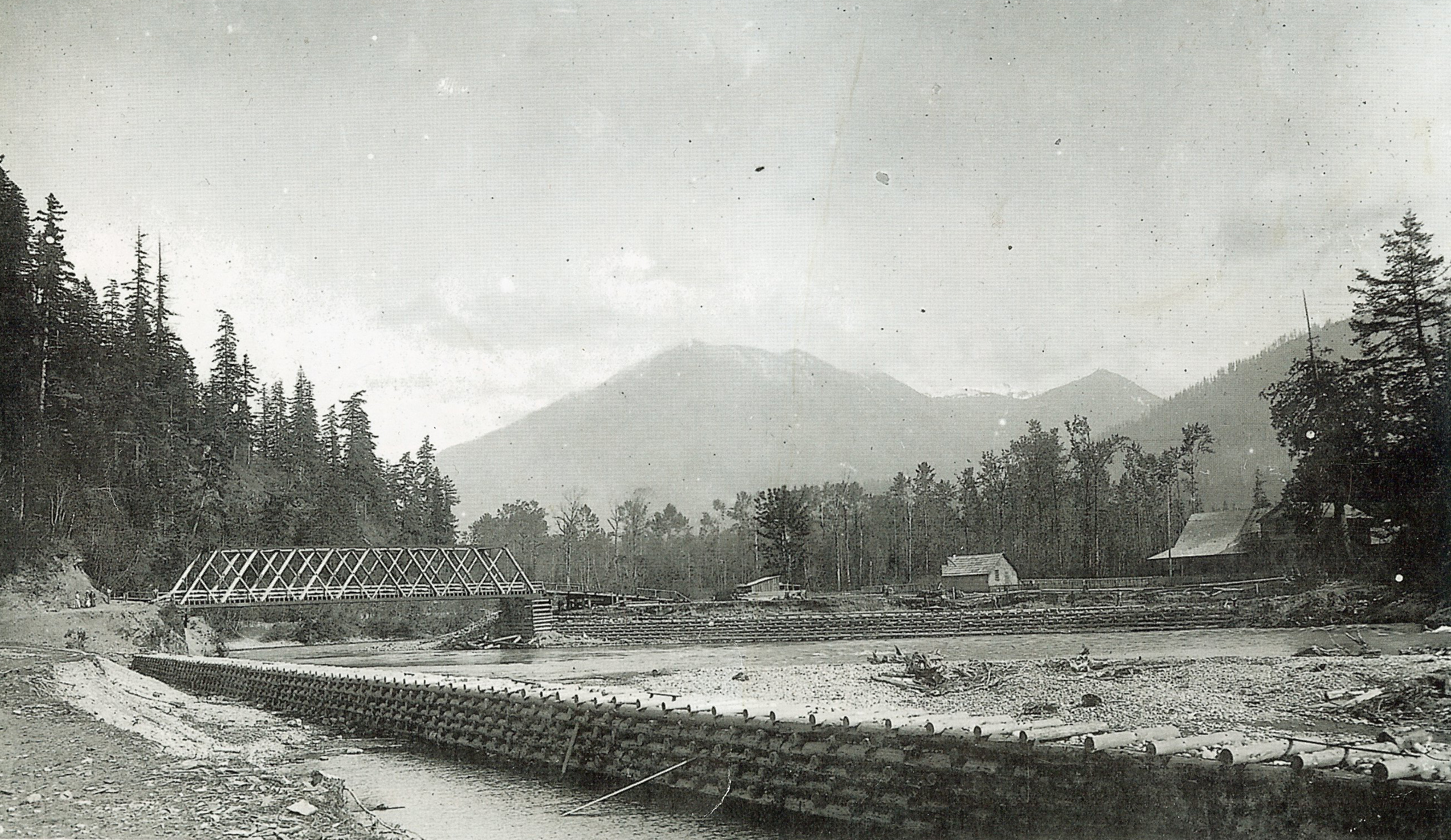
El río Vedder alrededor de 1910

El río Chilliwack fue muy utilizado por la «Northwest Boundary Survey» de 1857-1862 como medio de acceso al paralelo 49° Norte con el fin de inspeccionar y cartografiar la frontera entre la soberanía estadounidense y la británico-canadiense. Varios afluentes del Chilliwack cruzan el paralelo 49, como el arroyo Liumchen, el arroyo Tamihi, el arroyo Damfino, el arroyo Slesse, el arroyo Nesakwatch y, desde el lago Chilliwack, el arroyo Klahailhu y el arroyo Depot. Las partidas de topógrafos estadounidenses y británicos establecieron campamentos base en el lago Chilliwack, desde donde enviaron partidas de campo a través del drenaje del Chilliwack y al este de la cuenca de drenaje del río Skagit. Además, el Whatcom Trail seguía gran parte del curso del río Chilliwack.
Históricamente, el río Chilliwack fluía hacia el norte desde Vedder Crossing, sobre un amplio abanico aluvial que desembocaba en el río Fraser. En 1875, las fuertes lluvias provocaron un atasco de troncos que desvió el río en dos pequeños arroyos llamados Vedder Creek y Luckakuck Creek, lo que causó dificultades a los agricultores de la zona. En 1882, se creó deliberadamente un nuevo atasco de troncos que hizo que las aguas de varios arroyos cambiaran de curso hacia el oeste, desembocando en el ahora desaparecido lago Sumas. En 1894, una crecida hizo que este nuevo curso se convirtiera en permanente, y se sumó a la devastadora inundación de la cuenca del Fraser de 1894.
A principios del siglo XX, el río desviado fue canalizado, y el río Chilliwack, aguas abajo del cruce de Vedder, fue desviado permanentemente hacia el oeste en el canal Vedder para drenar artificialmente el lago Sumas, y hoy el canal es rebautizado como río Vedder. Los antiguos distribuidores entrelazados del río Chilliwack por debajo del cruce de Vedder se modifican ahora en el arroyo Chilliwack, que fluye hacia el noroeste formando meandros desde Sardis, pasando por el centro de Chilliwack, hasta desembocar en el río Fraser al este de la montaña Chilliwack, frente a las islas de la Reserva Ecológica del río Fraser.

## Ocio

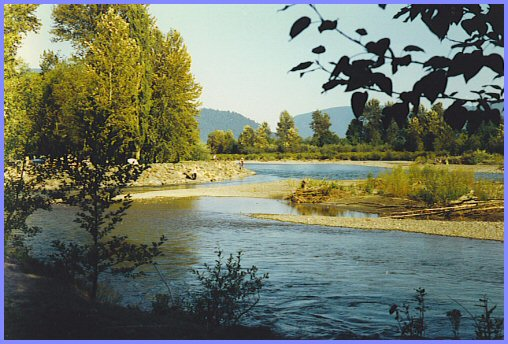
Campamento en el río Vedder

El río Vedder/Chilliwack es el único río de Canadá que mantiene aguas bravas navegables de clase III y superior, lo que hace que este río sea un destino popular para practicar kayak y rafting en aguas bravas durante todo el año. Los tramos del río situados aguas abajo del puente de Vedder en el cruce de Vedder son muy populares entre los lugareños para relajarse en las orillas del río, nadar, hacer barbacoas y tomar el sol.
El camping del río Vedder, gestionado por el Distrito Regional del Valle de Fraser, está abierto del 1 de abril al 31 de octubre.
El río Vedder-Chilliwack es bien conocido por la pesca  del salmón chinook, coho, chum, rosa y sockeye en otoño, junto con la pesca de la trucha de acero en invierno y primavera.
Los Juegos de la Mancomunidad de 1954 se llevaron a cabo en el Canal Vedder. Los canadienses Bobby Williams, en remo individual, y Donald Guest y Lawrence Stephan, en remo doble, ganaron las medallas de bronce. Canadá ganó la medalla de oro en remo de ocho.

## Afluentes principales
- Afluentes en los Estados Unidos:
  - Arroyo Indian
  - Arroyo Bear
  - Río Little Chilliwack
- Afluentes en Canadá:
  - Arroyo Center
  - Arroyo Nesakwatch
  - Arroyo Foley
  - Arroyo Chipmunk
  - Arroyo Slesse
  - Arroyo Tamihi
  - Arroyo Liumchen
  - Río Sweltzer